# Ludvík III. Bourbon-Condé
Ludvík III. Bourbon-Condé (10. listopadu 1668, Paříž – 4. března 1710, Versailles) byl jako člen vládnoucího rodu Bourbonů princem královské krve u francouzského dvora Ludvíka XIV. Od narození byl titulován jako vévoda z Bourbonu, po otcově smrti v roce 1709 se stal knížetem z Condé; byl však i nadále znám svým vévodským titulem. Knížetem byl méně než rok.

## Život
Ludvík Bourbonský, vévoda z Bourbonu, vévoda z Montmorency (1668–1689), vévoda z Enghienu (1689–1709), 6. kníže z Condé, hrabě ze Sancerre (1709–1710), hrabě ze Charolais (1709), se narodil v Hôtel de Condé v Paříži 10. listopadu 1668 jako syn knížete Jindřicha Julese z Condé a jeho manželky Anny Henrietty Bavorské a jako vnuk vojevůdce zvaného le Grand Condé.
Jeho sestra Marie Tereza se v roce 1688 provdala za knížete Františka Ludvíka z Conti. Další sestra Luisa Benedikta se v roce 1692 provdala za Ludvíka Augusta, vévodu z Maine, legitimizovaného syna Ludvíka XIV. Nejmladší sestra Marie Anna se v roce 1710 vdala za uznávaného generála Louise Josepha de Bourbon, vévodu z Vendôme.
V roce 1686 se stal Chevalierem du Saint-Esprit a plukovníkem pluku Bourbon-Infanterie, v roce 1690 maréchala de camp a v roce 1692 generálporučíkem. Po smrti svého otce zdědil všechny tituly a statky rodu Condé.

## Sňatek
V roce 1685 se sedmnáctiletý Ludvík oženil s o pět let mladší Luisou Františkou Bourbonskou, u dvora známou jako Mademoiselle de Nantes, která byla nejstarší legitimizovanou dcerou krále Ludvíka XIV. a jeho metresy Madame de Montespan. U dvora hrály hlavní roli dynastické okolnosti, a proto se mnozí podivovali nad sňatkem prince královské krve s královským bastardem. Hlava rodu Condé, le Grand Condé, se podvolil společensky horšímu svazku svého vnuka v naději, že získá přízeň otce nevěsty, Ludvíka XIV.
Sedmnáctiletý vévoda z Bourbonu byl u dvora znám jako Monsieur le Duc. Po sňatku jeho manželka obdržela titul Madame la Duchesse. Stejně jako otec, který se stal v roce 1687 knížetem z Condé, vedl Ludvík typický, všední život. Zatímco Luisa Františka byla se svými pěti a půl stopami považována za normálně vysokou ženu, byl Ludvík, i když ne úplně trpaslík, považován za malého muže. Jeho sestry byly tak drobné, že se jim říkalo "panenky (královské) krve" nebo, méně lichotivě, "malí černí brouci", protože mnoho z nich bylo tmavé pleti a hrbaté. I když sám tímto stavem netrpěl, měl Ludvík makrocefalii (stav, kdy je lidská hlava neobvykle velká). Navíc byl tón jeho pleti žlutavě oranžový. I když nebyl žádným učencem, byl úctyhodně dobře vzdělaný. Nebyl hlupák, ale na své postavení nebyl příliš inteligentní.

## Kníže z Condé

Ludvíkův znak jako knížete z Condé

Ludvík byl knížetem z Condé méně než rok, zemřel jedenáct měsíců po svém otci. Stejně jako otec byl Ludvík beznadějně choromyslný, několik let před svou smrtí sklouzl do šílenství a "dělal děsivé obličeje". Ludvík zemřel 4. března 1710 ve věku 41 let.

## Potomci
Za pětadvacet let manželství měl Ludvík se svou manželkou devět dětí:
- Marie Anna Eleonora Bourbonská (22. prosince 1690 – 30. srpna 1760), abatyše ze Saint-Antoine-des-Champs
- Louis Henri de Bourbon-Condé (18. srpna 1692 – 27. ledna 1740), první ministr Francie v letech 1723–1726, hlava rodu Bourbon-Condé,
⚭ 1713 Marie Anna Bourbonská (18. dubna 1689 – 21. března 1720)
⚭ 1728 Karolína Hesensko-Rotenburská (18. srpna 1714 – 14. června 1741)
- Luisa Alžběta Bourbonská (22. listopadu 1693 – 27. května 1775), ⚭ 1713 Ludvík Armand Bourbonský (10. listopadu 1695 – 4. května 1727)
- Luisa Anna Bourbonská (23. června 1695 – 8. dubna 1758), neprovdala se a neměla potomky
- Marie Anna Bourbonská (16. října 1697 – 11. srpna 1741), ⚭ 1719 Louis de Melun (1694–1724), vévoda z Joyeuse
- Karel Bourbon-Condé (19. června 1700 – 23. července 1760), neoženil se, ale měl nelegitimní potomky
- Henrietta Luisa Bourbonská (15. ledna 1703 – 19. září 1772), abatyše z Beaumont-lès-Tours
- Alžběta Alexandrine Bourbonská (5. září 1705 – 15. dubna 1765), neprovdala se a neměla potomky
- Ludvík Bourbon-Condé (15. června 1709 – 16. června 1771), hrabě z Clermontu, neoženil se a neměl potomky

## Vývod z předků
|                           |                                 |  |                     |                                  |  |  |  |  |  |  |  | Jindřich I. Bourbon-Condé |
|                           |                                 |  |                     |                                  |  |  |  |  |  |  |  |                           |
|                           | Jindřich II. Bourbon-Condé      |  |                     |                                  |  |  |  |  |  |  |  |                           |
|                           |                                 |  |                     |                                  |  |  |  |  |  |  |  |                           |
|                           |                                 |  |                     | Šarlota Kateřina de La Trémoille |  |  |  |  |  |  |  |                           |
|                           |                                 |  |                     |                                  |  |  |  |  |  |  |  |                           |
|                           | Louis, Grand Condé              |  |                     |                                  |  |  |  |  |  |  |  |                           |
|                           |                                 |  |                     |                                  |  |  |  |  |  |  |  |                           |
|                           |                                 |  |                     | Jindřich I. de Montmorency       |  |  |  |  |  |  |  |                           |
|                           |                                 |  |                     |                                  |  |  |  |  |  |  |  |                           |
|                           | Šarlota Markéta de Montmorency  |  |                     |                                  |  |  |  |  |  |  |  |                           |
|                           |                                 |  |                     |                                  |  |  |  |  |  |  |  |                           |
|                           |                                 |  |                     | Luisa de Budos                   |  |  |  |  |  |  |  |                           |
|                           |                                 |  |                     |                                  |  |  |  |  |  |  |  |                           |
|                           | Jindřich Jules Bourbon-Condé    |  |                     |                                  |  |  |  |  |  |  |  |                           |
|                           |                                 |  |                     |                                  |  |  |  |  |  |  |  |                           |
|                           |                                 |  |                     | Charles de Maillé                |  |  |  |  |  |  |  |                           |
|                           |                                 |  |                     |                                  |  |  |  |  |  |  |  |                           |
|                           | Urbain de Maillé-Brézé          |  |                     |                                  |  |  |  |  |  |  |  |                           |
|                           |                                 |  |                     |                                  |  |  |  |  |  |  |  |                           |
|                           |                                 |  |                     | Jacqueline de Thévalle           |  |  |  |  |  |  |  |                           |
|                           |                                 |  |                     |                                  |  |  |  |  |  |  |  |                           |
|                           | Claire-Clémence de Maillé-Brézé |  |                     |                                  |  |  |  |  |  |  |  |                           |
|                           |                                 |  |                     |                                  |  |  |  |  |  |  |  |                           |
|                           |                                 |  |                     | François du Plessis de Richelieu |  |  |  |  |  |  |  |                           |
|                           |                                 |  |                     |                                  |  |  |  |  |  |  |  |                           |
|                           | Nicole du Plessis-Richelieu     |  |                     |                                  |  |  |  |  |  |  |  |                           |
|                           |                                 |  |                     |                                  |  |  |  |  |  |  |  |                           |
|                           |                                 |  |                     | Susanne de La Porte              |  |  |  |  |  |  |  |                           |
|                           |                                 |  |                     |                                  |  |  |  |  |  |  |  |                           |
| Ludvík III. Bourbon-Condé |                                 |  |                     |                                  |  |  |  |  |  |  |  |                           |
|                           |                                 |  |                     |                                  |  |  |  |  |  |  |  |                           |
|                           |                                 |  | Fridrich IV. Falcký |                                  |  |  |  |  |  |  |  |                           |
|                           |                                 |  |                     |                                  |  |  |  |  |  |  |  |                           |
|                           | Fridrich Falcký                 |  |                     |                                  |  |  |  |  |  |  |  |                           |
|                           |                                 |  |                     |                                  |  |  |  |  |  |  |  |                           |
|                           |                                 |  |                     | Luisa Juliana Oranžská           |  |  |  |  |  |  |  |                           |
|                           |                                 |  |                     |                                  |  |  |  |  |  |  |  |                           |
|                           | Eduard Falcký                   |  |                     |                                  |  |  |  |  |  |  |  |                           |
|                           |                                 |  |                     |                                  |  |  |  |  |  |  |  |                           |
|                           |                                 |  |                     | Jakub I. Stuart                  |  |  |  |  |  |  |  |                           |
|                           |                                 |  |                     |                                  |  |  |  |  |  |  |  |                           |
|                           | Alžběta Stuartovna              |  |                     |                                  |  |  |  |  |  |  |  |                           |
|                           |                                 |  |                     |                                  |  |  |  |  |  |  |  |                           |
|                           |                                 |  |                     | Anna Dánská                      |  |  |  |  |  |  |  |                           |
|                           |                                 |  |                     |                                  |  |  |  |  |  |  |  |                           |
|                           | Anna Henrietta Bavorská         |  |                     |                                  |  |  |  |  |  |  |  |                           |
|                           |                                 |  |                     |                                  |  |  |  |  |  |  |  |                           |
|                           |                                 |  |                     | Ludvík Gonzaga                   |  |  |  |  |  |  |  |                           |
|                           |                                 |  |                     |                                  |  |  |  |  |  |  |  |                           |
|                           | Karel I. Gonzaga                |  |                     |                                  |  |  |  |  |  |  |  |                           |
|                           |                                 |  |                     |                                  |  |  |  |  |  |  |  |                           |
|                           |                                 |  |                     | Henrietta Klévská                |  |  |  |  |  |  |  |                           |
|                           |                                 |  |                     |                                  |  |  |  |  |  |  |  |                           |
|                           | Anna Gonzagová                  |  |                     |                                  |  |  |  |  |  |  |  |                           |
|                           |                                 |  |                     |                                  |  |  |  |  |  |  |  |                           |
|                           |                                 |  |                     | Karel II. Lotrinský              |  |  |  |  |  |  |  |                           |
|                           |                                 |  |                     |                                  |  |  |  |  |  |  |  |                           |
|                           | Kateřina de Mayenne             |  |                     |                                  |  |  |  |  |  |  |  |                           |
|                           |                                 |  |                     |                                  |  |  |  |  |  |  |  |                           |
|                           |                                 |  |                     | Henrietta Savojská               |  |  |  |  |  |  |  |                           |
|                           |                                 |  |                     |                                  |  |  |  |  |  |  |  |                           |